# Martin Severin From
Martin Severin Janus From (Nakskov, 8 d'abril de 1828 – 6 de maig de 1895), fou un jugador d'escacs danès.
|  |

## Biografia
Tot i que va néixer a Nakskov, es va educar a Nykjöbing. Durant la Guerra dels Ducats (Zweiter Schleswig-Holsteinischer Krieg), es va allistar a l'exèrcit com a voluntari, i va servir a la brigada del General Olaf Rye, i combaté a la batalla de Fredericia el 6 de juliol de 1849. Al final de la guerra, es va establir a Copenhaguen. Era empleat a l'Oficina d'Estadística local, on hi va conèixer en Magnus Oscar Möllerström (qui llavors era el més fort jugador d'escacs de la ciutat). Posteriorment, va treballar a l'Oficina central de gestió de les presons, i el 1890 va esdevenir inspector de la penitenciaria de Christianshavn. El 1891 li fou atorgada la Ridder af Danneborg, que era la segona condecoració més important a Dinamarca.

## Carrera escaquística i resultats destacats en competició

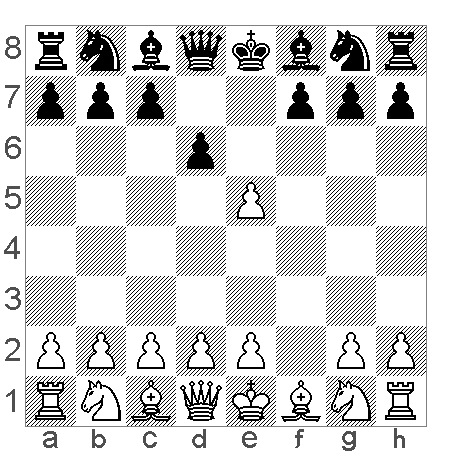
El gambit From.

From va guanyar el torneig d'escacs de Copenhaguen 1862, per sobre de M.O. Møllerstrøm, S.A. Sørensen, H.A. Lindehn, A. Mathiassen, etc. A partir de 1865, fou president del Club d'escacs de Copenhaguen, càrrec que va mantenir durant molts anys. Va participar en el Torneig de París 1867, on hi empatà als llocs 12-13è (el torneig el va guanyar Ignatz von Kolisch).

### Contribucions a la teoria dels escacs
From va jugar el gambit danès (1.e4 e5 2.d4 exd4 3.c3) a París 1867. El seu nom és vinculat al gambit From dins l'obertura Bird (1.f4 e5).

### Rànquing mundial
El seu millor rànquing Elo s'ha estimat en 2427 punts, el juliol de 1870, moment en què tenia 42 anys, cosa que el situaria en 18è lloc mundial en aquella data. Segons chessmetrics, va ser el 16è millor jugador mundial en 8 diferents mesos, entre l'octubre de 1868 i el juliol de 1869.